# Ludvig I, hertig av Orléans
Ludvig, hertig av Orléans, född 13 mars 1372 i Paris, död där 23 november 1407, var en fransk kunglig hertig och riksföreståndare.

## Biografi
Ludvig I var andre son till Karl V och beskrivs som "en kroppsligt och andligt avseende rikt begåvad" person.
Ludvig förordnades genom drottning Isabellas gunst 1404 av sin bror till riksföreståndare, då denne var av sjukdom oförmögen därtill. Han pålade folket tryckande skatter, som slösades bort på lyx, och uppväckte därigenom stort missnöje.
I spetsen för de missnöjda ställde sig hans kusin, hertig Johan den orädde av Burgund, vars äktenskapliga ära han lär ha kränkt, och denne lät mörda Ludvig i Paris. Ludvig anfölls av omkring femton maskerade män vid Rue Vieille-du-Temple i Marais-kvarteret i Paris och blev ihjälslagen.
I sitt äktenskap med Valentina Visconti av Milano hade Ludvig 5 söner och 3 döttrar. Av dessa gjorde sig främst sonen Karl bemärkt. Utom äktenskapet hade han sonen Dunois, den ryktbare "bastarden av Orleans".